# Muscat de Lunel
Le muscat de Lunel est un vin doux naturel d'appellation d'origine contrôlée produit sur le territoire de quatre communes du département français de l'Hérault en région Occitanie : Lunel, Lunel-Viel, Saturargues et Vérargues.

## Historique

### Antiquité

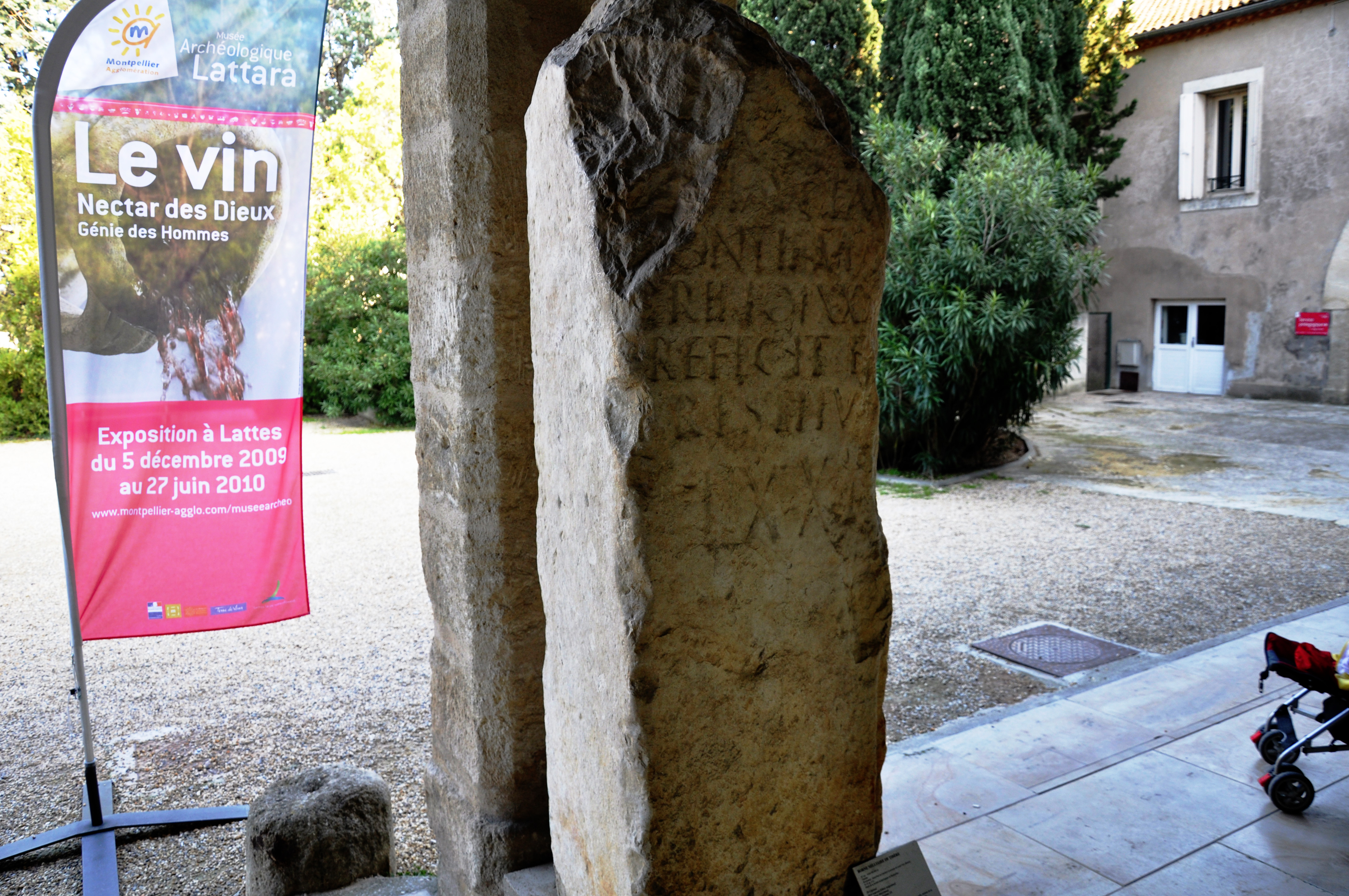
À Lunel-Viel, borne milliaire de Tibère II, liée à Ambrussum et à la Via Domitia, avec drapeau de l'exposition Le vin, nectar des dieux, génie des hommes.

Textes et fouilles archéologiques ont confirmé qu'une viticulture s'était développée à l'ouest du Rhône avant que ne soit fondée la Gaule narbonnaise. Les vignes y étaient alors conduites en gobelets, mode cité par Columelle, tout comme dans les Pouilles, région sous influence grecque. Pline le confirme quand il explique : « Dans quelques contrées, la vigne, peu riche en branches, et grosse parce qu'elle est courte, se soutient sans appui. Les vents s'y opposent dans quelques localités : en Afrique, par exemple, et dans quelques cantons de la Narbonnaise ». Mais la colonisation romaine y imposa rapidement la « méthode étrusque » et la vigne fut conduite et taillée de façon arbustive, en treille, en pergola et, bien sûr, en ayant des arbres comme point d'ancrage. Désormais, aux côtés des rumpotins,, il y eut aussi des vignes ne dépassant pas la hauteur d'un homme, qui, appuyées sur des échalas, formaient des treilles. Et celles qui s'obstinaient à ramper furent conduites de manière à répandre « leur feuillage touffu assez au loin pour ombrager des cours entières ».

### Moyen Âge

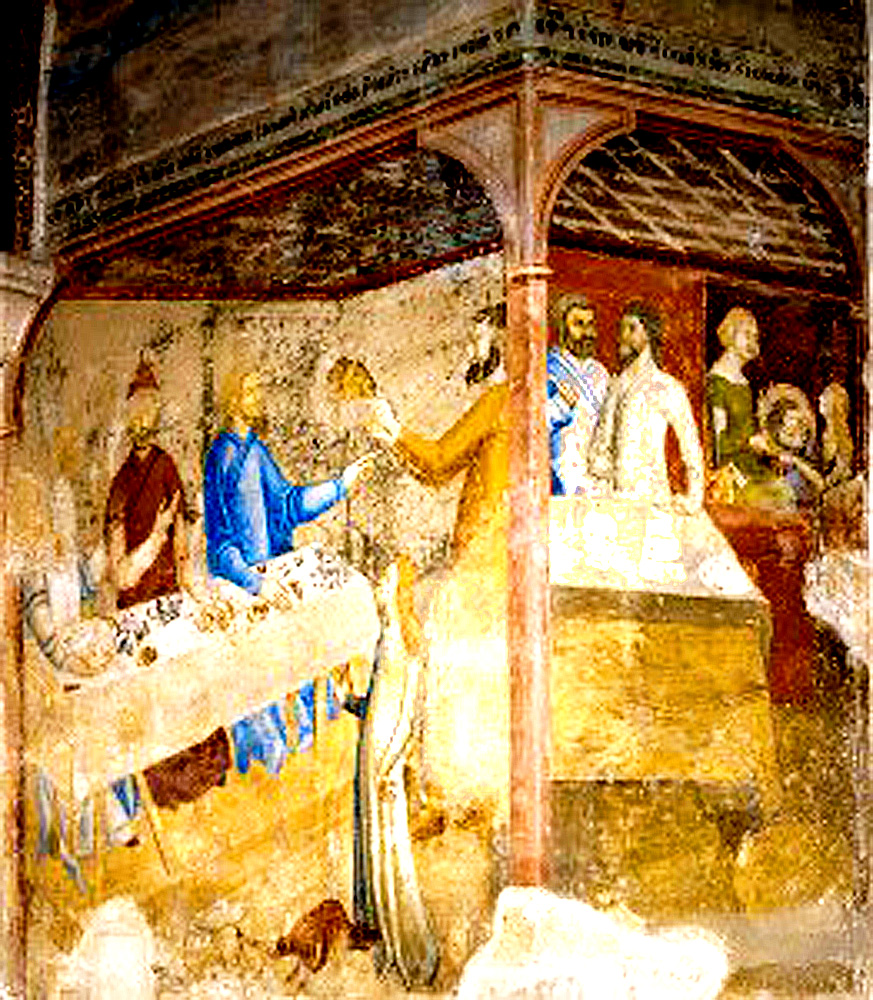
Un banquet au palais des papes d'Avignon.

Lors des grandes invasions, les vignobles furent quasiment délaissés et le vin produit à partir des treilles du jardin ou de l'enclos. Et à partir de l'an 900, il est fait nettement la différence entre les vignes basses et les vignes hautes. Le vignoble de plaine va perdurer jusqu'au début du XIVe siècle où la nécessité d'emblaver les terres riches, propices à l'abondance, repoussa la vigne vers les coteaux plus chiches mais plus qualitatifs. À la fin du XIIIe siècle, les vins la région commencèrent à être exportés tant par le port de Villeneuve-lès-Maguelonne, que par celui Saint-Gilles et celui d'Aigues-Mortes.
Pour son couronnement, Clément VI, le quatrième pape d'Avignon, fit venir des vins de Beaune et de Saint-Pourçain, ainsi que du muscat de Lunel.

### Période moderne
Mais dès le début du XVIe siècle, la culture de la vigne languedocienne étant devenue plus rentable que celle des céréales, les coteaux et les terrasses devinrent insuffisants. Dès 1520, les vignobles de Lunel, Frontignan, Mireval et Vic-la-Gardiole redescendirent en plaine. Pour tenter de redonner quelques qualités à ces raisins issus de vignes arbustives, fut appliquée la technique de la passerille, décrite par les auteurs de l'Antiquité, où les raisins séchaient grappes suspendues au soleil. Olivier de Serres, en 1600, indique que ces raisins, des picardans et des muscats, firent l'objet d'un commerce fructueux en particulier à Gigean, Loupian, Mèze, Cournonterral et Montbazin. La période moderne correspond à une extension très importante du vignoble languedocien. On y plante des panses muscades ou vitis pergulana, c'était un muscat blanc conduit en taille longue qui a été identifié comme le muscat d'Alexandrie. La surproduction se développe et l'on commence à distiller les vins invendus.

### Période contemporaine

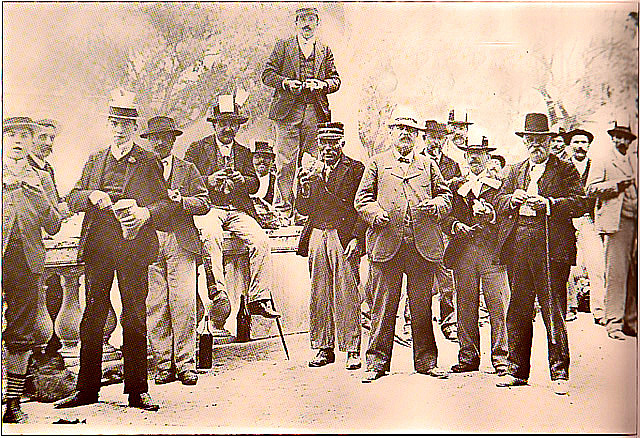
Les viticulteurs de Lunel-Viel se mobilisent en 1907.

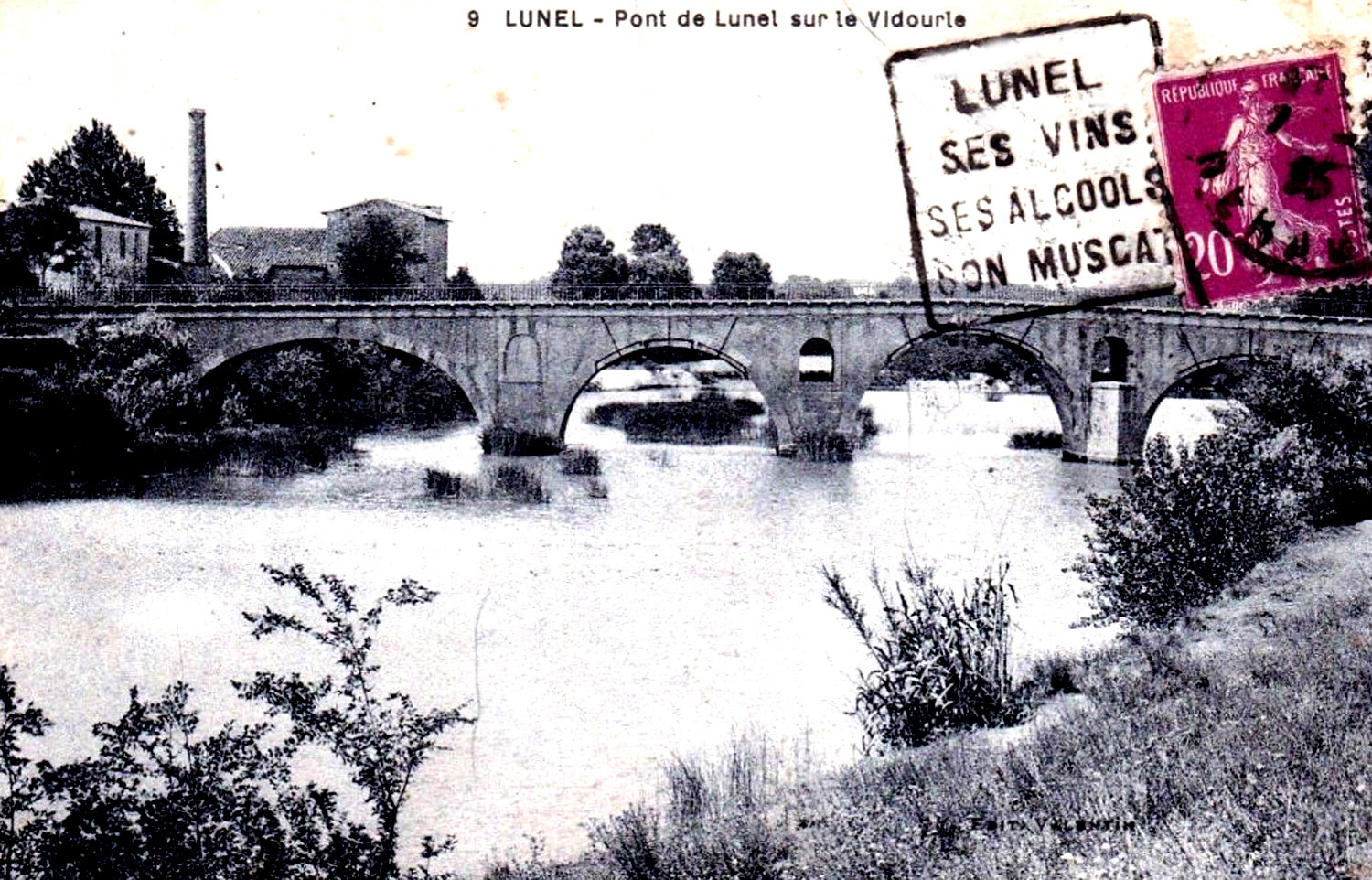
Lunel et son cachet postal Daguin, en 1925, ses vins, ses alcools, son muscat.

En 1853, l'arrivée du chemin de fer en Languedoc permit à sa viticulture d'élargir ses débouchés, notamment le nord et l'est de la France. Mais la viticulture dut alors faire face à plusieurs crises : l'oïdium, qui apparut aux alentours de 1850, puis le phylloxéra en 1863, et à la fin du XIXe siècle, le mildiou. Alors que partout ailleurs, surtout dans le Nord-Ouest, la surface plantée en vignes fut en régression, dès que les moyens de lutter contre ces parasites furent trouvés, elle augmenta dans les départements de l'Aude, du Gard, de l'Hérault et des Pyrénées-Orientales. À eux quatre, ils purent dès lors fournir 40 % de la production française de vin. Le spectre de la surproduction chronique terrifia les viticulteurs et leurs représentants. La révolte gronda. 
Le muscat de Lunel est protégé par une appellation d'origine contrôlée selon un décret pris le 27 octobre 1943 par l'INAO, abrogé et remplacé par le décret n° 2009-1231 du 13 octobre 2009.

## Situation géographique
La commune de Lunel est située dans une plaine alluviale située entre la plaine de Mauguio et celle de Petite Camargue, dans le département français de l'Hérault et la région Occitanie.

## Vignoble

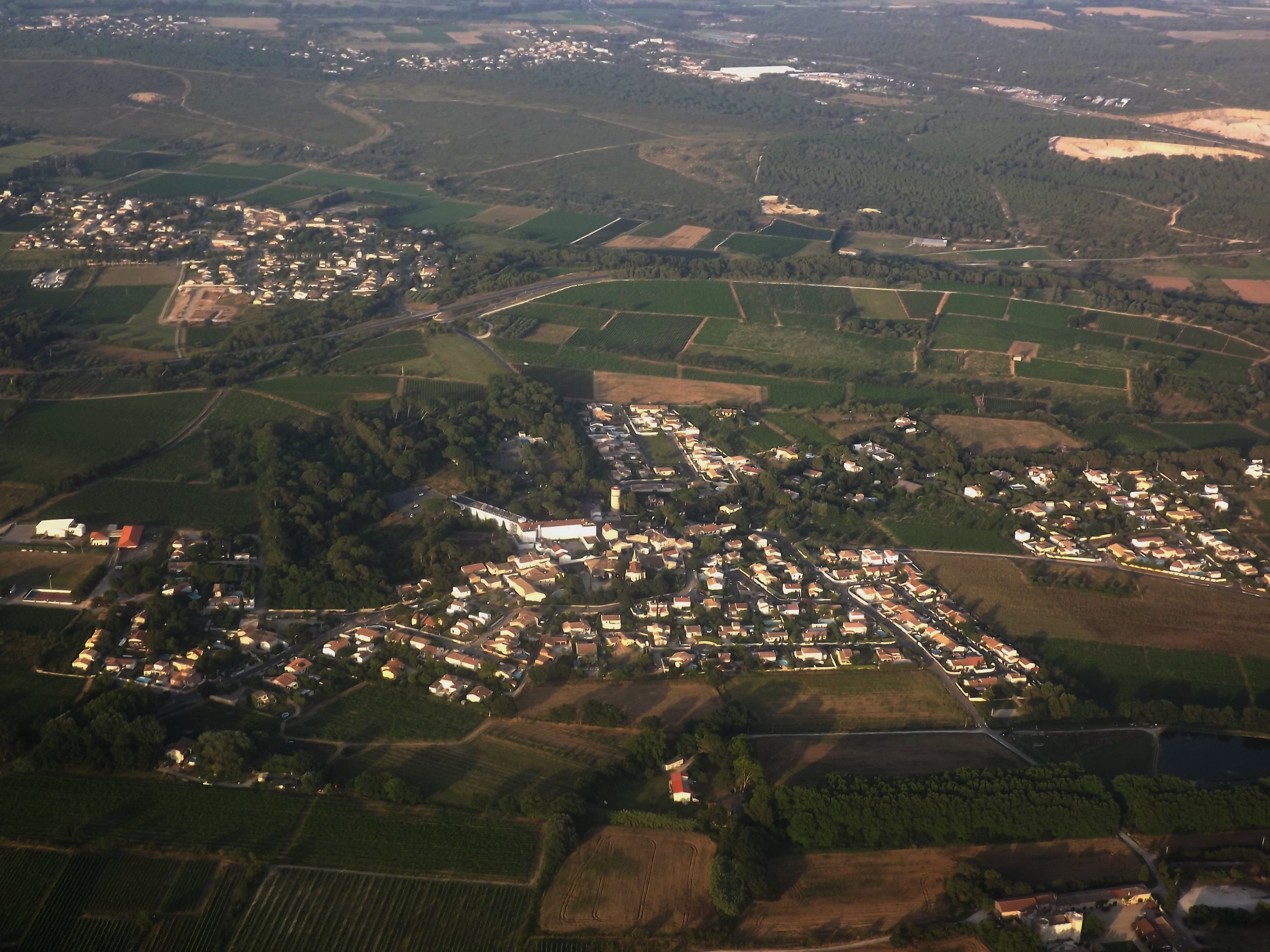
Vue aérienne du vignoble de l'appellation, au premier plan Vérargues.

### Présentation
Le vignoble pouvant produire le muscat de Lunel est limité au territoire des communes de Lunel, Lunel-Viel, Saturargues et Vérargues.
Le vignoble est implanté sur des coteaux peu élevés, ouverts sur la mer ; la proximité de la mer, génératrice d'humidité, permet au raisin de supporter les fortes chaleurs estivales et de mûrir dans de bonnes conditions.

### Encépagement
Pour l'élaboration de ce vin doux naturel, le seul cépage admis est le muscat blanc à petits grains.

### Méthodes culturales
Les vignes produisant le muscat de Lunel doivent être taillées en taille courte, avec un maximum de six coursons par pied. Chaque courson porte un maximum de deux yeux francs.

### Vinification
Pour avoir droit à l'appellation de « muscat de Lunel », les vins doivent être obtenus avec des moûts auxquels a été fait en cours de fermentation un apport de 5 % au minimum et de 10 % au maximum d'alcool titrant au moins 96°, donnant aux vins faits un minimum de 15° et une richesse en sucres fermentescibles minimale de 110 grammes par litre.

## Gastronomie
La sauce au vin muscat est l'une des nombreuses déclinaisons culinaires de ce vin doux naturel. Ses arômes muscaté et de raisin frais le font aussi intervenir dans la préparation de cocktails, amuse-gueules, potages, entrées, poissons et crustacés, volailles et viandes, légumes et desserts.

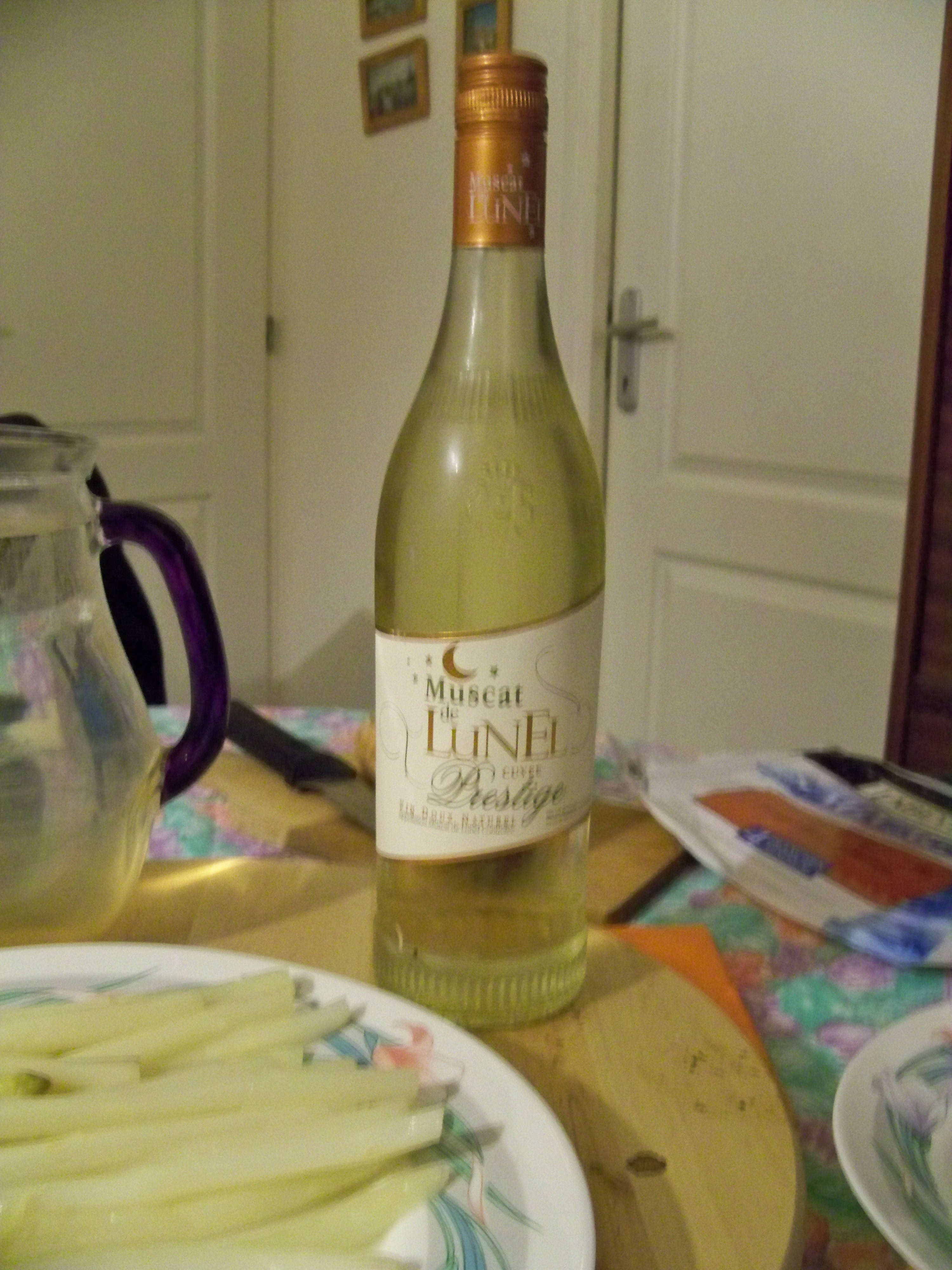